# Электроника Г9.04
«Электроника Г9.04» — настольные электронные кварцевые часы с питанием от сети, производившиеся под торговой маркой «Электроника» в СССР в 80-х.

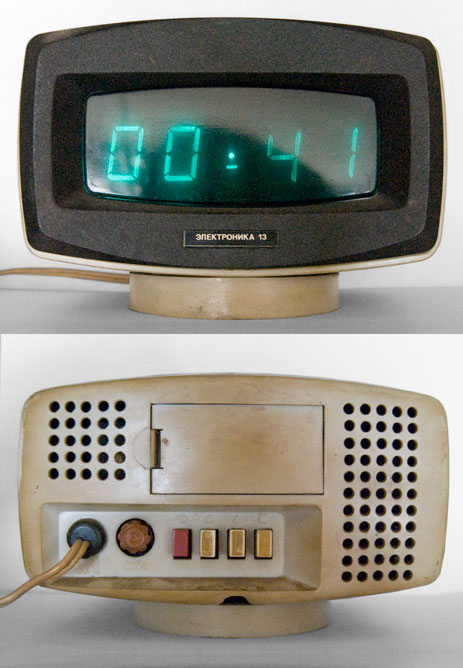
Электроника Г9.04, лицевая и задняя панели

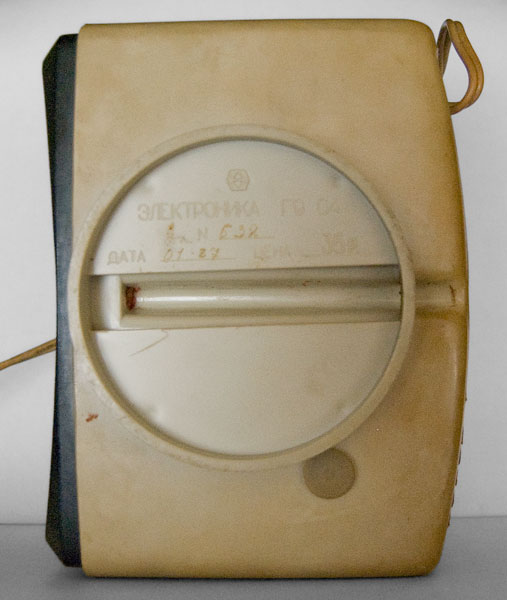
Электроника 13, вид снизу

## Конструкция и принципы работы
Корпус пластиковый и имеет форму скругленного параллелепипеда бежевого цвета, фронтальная рамка черная, индикаторы прикрыты темно-зеленым прозрачным пластиком. Время отображается в 24-часовом формате при помощи пяти вакуумных люминесцентных индикаторов: имеются четыре ИВ-12 для отображения цифр и один ИВ-1 для отображения разделителя в виде точки и подчеркивания. Точка мигает, отмеряя секунды.
Часы имеют отсек для батареи типа «Крона». Энергия батареи используется для поддержания хода при отсутствии сетевого питания, индикаторы при этом не светятся.
Возможен выбор между двумя степенями яркости свечения индикаторов.
Часы построены на восьми микросхемах серии К176 и кварцевом резонаторе. Имеется подстроечный конденсатор для регулировки хода, доступен без вскрытия корпуса.

## Технические характеристики
Параметры питания: 220 В переменного тока, 0,25 А.
Габариты: 125 × 165 × 112 мм.
Индекс модели: Г9.04.
Стоимость на момент выпуска: 35 рублей.

## Интересные факты
- В момент перехода на ноль часов в течение полсекунды на индикаторе отображается время 24:00.
- При первом включении (или при перебое в питании) часы начинают отсчет с 00:11.
- Кнопки, служащие для настройки значения часов и минут, имеют следующий эффект: пока кнопка нажата, соответствующее значение увеличивается на 1 каждую секунду. Таким образом, для установки значения "59 минут" потребуется минута.
- Для маркировки кнопок не используются текст или буквы. Вместо подписей нанесены значки: круг, квадрат, треугольник и треугольник с линией под ним ("значок Eject").
- Принципиальная схема [1]